# 201
201是200與202之間的自然數。

## 数学性质
- 奇數

- 合數，正因數有1、3、67和201。
質因數分解為{\displaystyle 3\times 67}。
- 虧數，真因數和為71，虧度為130。
- 不尋常數，大於平方根的質因數為67。
- 第63個半質數。前一個為194、下一個為202。
- 無平方數因數的數。
- 第60個十进制的哈沙德數。前一個為200、下一個為204。
- 第95個十进制的等數位數。前一個為199、下一個為203。